# Федотов, Александр Васильевич
Алекса́ндр Васи́льевич Федо́тов (23 июня 1932 года, Сталинград, СССР — 4 апреля 1984 года, СССР) — советский лётчик-испытатель, Герой Советского Союза (1966), Заслуженный лётчик-испытатель СССР (1969), лауреат Ленинской премии (1981). Генерал-майор авиации (1983).

## Биография

### Работа в авиационной промышленности
В 1958 году окончил Школу лётчиков-испытателей и в 1965 году Московский авиационный институт.
С августа 1958 года лётчик-испытатель ОКБ имени А. И. Микояна. Участвовал в испытаниях МиГ-19, МиГ-21, МиГ-23, МиГ-25, МиГ-27, МиГ-29, МиГ-31 и их модификаций. Впервые в стране достиг скорости соответствующей числу Маха М=3.
На самолётах Е-166 и МиГ-25 установил 18 мировых авиационных рекордов (из них три — абсолютные) скорости, динамического потолка, грузоподъёмности и скороподъёмности. В частности, ему принадлежит до сих пор не побитый рекорд высоты полёта (37650 метров) для пилотируемых самолетов с реактивными двигателями, установленный 31 августа 1977 года на опытном истребителе МиГ-25М.
Федотов жил в городе Жуковском Московской области.

### Гибель
Погиб 4 апреля 1984 года в испытательном полёте на МиГ-31 вместе с штурманом-испытателем В. С. Зайцевым. В том полёте произошло ложное срабатывание системы индикации аварийного остатка топлива. Федотов принял решение садиться. Полагая, что на самолёте мало топлива, он совершил резкий манёвр, однако тяжёлый, полный горючего самолёт вышел на закритические углы атаки и свалился в штопор. Ни Федотов, ни Зайцев катапультироваться не успели.
Похоронен на Быковском кладбище города Жуковский.

## Награды
- Герой Советского Союза (1966)
- два ордена Ленина
- Орден Красного Знамени
- Орден Трудового Красного Знамени
- ряд медалей СССР
- Ленинская премия (1981)
- заслуженный лётчик-испытатель СССР (1969)
- заслуженный тренер РСФСР (1976)
- мастер спорта СССР международного класса (1975)

## Память

Мемориальная доска памяти А. В. Федотова в Жуковском

- Мемориальная доска памяти А. В. Федотова установлена в г. Жуковском на д. 13 по ул. Маяковского, где он жил
- В честь А. В. Федотова названа улица в городе Жуковском Московской области
- Имя А. В. Федотова носят Школа лётчиков-испытателей ЛИИ имени М. М. Громова в городе Жуковском Московской области и школа № 24 Кировского района города Волгограда
- Памятник А. В. Федотову установлен в городе Армавире в сквере на пересечении улиц Советской Армии и Новороссийской